# Philippe de Ranchin-Lacan
Philippe de Ranchin-Lacan est un homme politique français né le 27 février 1768 à Puylaurens (Tarn) et décédé le 28 mars 1858 à Blan (Tarn).
Propriétaire, maire de Puylaurens, il est député du Tarn de 1820 à 1827, siégeant avec la majorité soutenant les ministères de la Restauration. Il est de nouveau député de 1834 à 1839, siégeant là encore dans la majorité ministérielle.

## Sources
- « Philippe de Ranchin-Lacan », dans Adolphe Robert et Gaston Cougny, Dictionnaire des parlementaires français, Edgar Bourloton, 1889-1891 [détail de l’édition]